# 청도 적천사 괘불탱 및 지주
청도 적천사 괘불탱 및 지주(淸道 磧川寺 掛佛幀 및 支柱)는 대한민국 경상북도 청도군, 적천사에 있는 조선시대의 탱화이다. 2005년 4월 15일 대한민국의 보물 제1432호로 지정되었다.

## 개요
이 괘불은 머리에 보관을 쓰고 오른 어깨로 비켜 올려 연꽃가지를 들고 서 있는 보살 형태의 독존도 형식 그림으로, 다른 인물이나 배경을 전혀 표현하지 않은 단순한 구성을 보이고 있다. 보관(寶冠)은 중앙에 5구의 화불(化佛)을 안치하고 그 앞쪽 좌우에 걸쳐 금박 처리한 봉황장식을 두었으며, 신체는 머리에 큼직한 관을 쓰고 어깨를 넓게 표현하여 다소 둔중해 보이지만, 타원형을 이루는 얼굴은 눈·코·입을 단정하게 그려 넣어 우아함이 느껴진다.
색채는 주홍과 녹색을 주조로 하여 화사한 연분 홍색과 옅은 청색, 양록 계통의 연녹색을 사용함으로써 갸름한 형태의 얼굴과 함께 화면 전반에 걸쳐 밝고 명랑한 느낌을 준다. 또한 그림 하단에 화기가 남아 있어 그림이 강희 34년(1695년)에 조성되었고, 화원으로는 상린(尙鱗)·해웅(海雄)·지영(智英)·성종(聖宗)·상명(尙明) 등이 참여하였음을 알 수 있다. 아울러 이 괘불을 걸기 위한 괘불대 지주는 대웅전 앞에 석조로 한쌍이 서 있는데, 강희 40년(1701)에 거사 경순(敬順) 등이 참여하여 만들었음을 알려주는 명문이 있다. 이 자료들은 17세기 말 괘불 및 괘불을 거는 지주의 모습을 알려 주는 좋은 자료가 된다.

## 같이 보기
- 적천사

## 참고 자료
- 적천사괘불탱및지주 - 국가유산청 국가유산포털